# Wysokie (gmina Ejszyszki)
Wysokie (lit. Aukštalaukis) − wieś na Litwie, w gminie rejonowej Soleczniki, 7 km na wschód od Ejszyszek, zamieszkana przez 28 ludzi. Przed II wojną światową w Polsce, w powiecie lidzkim województwa nowogródzkiego.